# Slesvig-Holstein
Slesvig-Holstein (en baix alemany Sleswig-Holsteen, en alemany Schleswig-Holstein [ˈʃleːsvɪç ˈhɔlʃtaɪn]) és el més septentrional dels 16 Bundesländer (estats federals) d'Alemanya.
Slesvig-Holstein es divideix en 11 districtes rurals i quatre ciutats sense districte. L'estat té quatre llengües oficials: alemany, baix alemany, danès i frisó.
Fou constituït com land el 1946 i s'integrà a la República Federal d'Alemanya tres anys més tard.
| 1. Districte de Dithmarschen 2. Districte de Herzogtum Lauenburg 3. Districte de Nordfriesland 4. Districte d'Ostholstein 5. Districte de Pinneberg (Uetersen) 6. Districte de Plön 7. Districte de Rendsburg-Eckernförde 8. Districte de Slesvig-Flensburg 9. Districte de Segeberg 10. Districte de Steinburg 11. Districte de Stormarn |

També hi ha quatre districtes urbans:
1. Kiel
2. Lübeck
3. Neumünster
4. Flensburg

## Llista de Ministres-presidents de Slesvig-Holstein
| Ministres-Presidents de Slesvig-Holstein | Ministres-Presidents de Slesvig-Holstein | Ministres-Presidents de Slesvig-Holstein | Ministres-Presidents de Slesvig-Holstein | Ministres-Presidents de Slesvig-Holstein | Ministres-Presidents de Slesvig-Holstein |
| Núm.                                     | Nom                                      | Naixement-Mort                           | Partit                                   | Inici de mandat                          | Fi de mandat                             |
| ---------------------------------------- | ---------------------------------------- | ---------------------------------------- | ---------------------------------------- | ---------------------------------------- | ---------------------------------------- |
| 1                                        | Theodor Steltzer                         | 1885–1967                                | CDU                                      | 15 de novembre de 1945                   | 29 d'abril de 1947                       |
| 2                                        | Hermann Lüdemann                         | 1880-1959                                | SPD                                      | 29 d'abril de 1947                       | 29 d'agost de 1949                       |
| 3                                        | Bruno Dieckmann                          | 1897-1982                                | SPD                                      | 29 d'agost de 1949                       | 5 de setembre de 1950                    |
| 4                                        | Walter Bartram                           | 1893-1971                                | CDU                                      | 5 de setembre de 1950                    | 25 de juny de 1951                       |
| 5                                        | Friedrich-Wilhelm Lübke                  | 1887-1954                                | CDU                                      | 25 de juny de 1951                       | 11 d'octubre de 1954                     |
| 6                                        | Kai-Uwe von Hassel                       | 1913-1997                                | CDU                                      | 11 d'octubre de 1954                     | 7 de gener de 1963                       |
| 7                                        | Helmut Lemke                             | 1907-1990                                | CDU                                      | 7 de gener de 1963                       | 24 de maig de 1971                       |
| 8                                        | Gerhard Stoltenberg                      | 1928-2001                                | CDU                                      | 24 de maig de 1971                       | 4 d'octubre de 1982                      |
| 9                                        | Uwe Barschel                             | 1944-1987                                | CDU                                      | 4 d'octubre de 1982                      | 2 d'octubre de 1987                      |
| 10                                       | Henning Schwarz                          | 1928-1993                                | CDU                                      | 2 d'octubre de 1987                      | 31 de maig de 1988                       |
| 11                                       | Björn Engholm                            | *1939                                    | SPD                                      | 31 de maig de 1988                       | 19 de maig de 1993                       |
| 12                                       | Heide Simonis                            | *1943                                    | SPD                                      | 19 de maig de 1993                       | 27 d'abril de 2005                       |
| 13                                       | Peter Harry Carstensen                   | *1947                                    | CDU                                      | 27 d'abril de 2005                       | 12 de juny de 2012                       |
| 14                                       | Torsten Albig                            | *1963                                    | SPD                                      | 12 de juny de 2012                       | actualitat                               |